# Cantonul Cormeilles-en-Parisis
Cantonul Cormeilles-en-Parisis este un canton din arondismentul Argenteuil, departamentul Val-d'Oise, regiunea Île-de-France, Franța.

## Comune
- Cormeilles-en-Parisis : 19 643 locuitori (reședință)
- Montigny-lès-Cormeilles : 17 183 locuitori